# Костеловская, Мария Михайловна
Мария Михайловна Костеловская (1878—1964) — советский партийный и государственный деятель.

## Биография
Родилась в Уфе в семье мелкого чиновника. Училась на Высших женских курсах в Петербурге, но в 1901 за участие в студенческих кружках выслана.

#### Революционная деятельность
Член РСДРП с 1903 года.
Участница Революции 1905-07 в Крыму.
Партийную работу вела в Новочеркасске, Екатеринодаре, Севастополе, Одессе, Луганске, Оренбурге, Москве. Неоднократно подвергалась арестам и репрессиям.
В 1906 г. — партийный пропагандист Василеостровского райкома РСДРП в Петербурге.
В 1906—1910 гг. находилась в Финляндии, где выполняла партийные поручения
по организации нелегального перехода границы для товарищей, эмигрировавших за границу.
С 1916 г.— в Москве, кооптирована в Московское областное бюро РСДРП, партийный пропагандист Пресненского района города Москвы.
После Февральской революции 1917 секретарь Пресненского райкома партии в Москве. Делегат 7-й (Апрельской) конференции РСДРП (б). Одна из организаторов и редакторов газеты Московской военной организации РСДРП (б) «Деревенская правда». В марте — апреле 1917 г.— секретарь Пресненского райкома РСДРП(б).
Участвовала во встрече В.И. Ленина, вернувшегося из эмиграции, на Финляндском вокзале в Петрограде 3(16) апреля 1917 г.
Делегат 7-й (Апрельской) Всероссийской конференции РСДРП(б), на которой выступила с докладом в поддержку ленинского курса
на социалистическую революцию. В период от Февраля к Октябрю вела борьбу с меньшевиками и эсерами, выступала в районных клубах перед рабочими и солдатами, участвовала в создании партийных, профсоюзных и молодёжных организаций в Пресненском районе Москвы.
Во время Октябрьской революции 1917 — заместитель начальника штаба Красной Гвардии Московского совета.

#### После Октябрьской социалистической революции
- В 1918 председатель Военно-продовольственного бюро, руководила рабочими продотрядами.
- В 1919 начальник политотдела 2-й армии Восточного фронта, затем заместитель председателя ревкома в Донбассе. Работала заведующей отделом партийной жизни в газете «Правда», секретарём Краснопресненского райкома ВКП(б).
- В 1921 году временно возглавляла партийную организацию Киргизской АССР.
- В годы коллективизации — начальник политотдела МТС. Именно на МТС, считавшиеся ударным отрядом большевиков в деревне, возлагалось руководство коллективизацией на местах, помощь органам ОГПУ РСФСР, ОГПУ СССР, а затем и НКВД СССР в выявлении так называемых кулаков и подкулачников и проведении массовых репрессий в деревне.
- С 1925 года – главный редактор журнала «Безбожник у станка», один из руководителей московского отделения "Союза безбожников" (с 1929 г. Союз воинствующих безбожников, СВБ). В этом качестве вступила в открытую полемику с всесоюзным журналом «Безбожник» и лично с его главным редактором, организатором всей  антирелигиозной работы  в СССР Ярославским Е.М.

#### На антирелигиозном фронте
Смысл полемики был в том, нужно ли религию сразу выкорчевать самыми суровыми методами, как считала  Костеловская М.М., или делать это бессмысленно, потому что невозможно. Ведь религия имеет определенные  корни, поэтому чрезмерное преследование церкви и верующих будет давать обратный эффект.
Авторы «Безбожника у станка» крайне нетерпимо относились ко всякому сочувственному упоминанию имени Христа, даже в далеком Евангелию контексте, допускали грубые, оскорбительные выпады и карикатуры. В полемике с «Безбожником у станка»  Ярославский Е.М. регулярно обвинял руководство журнала в том, что в стремлении «стукнуть по черепу» религию оно игнорирует необходимость научных методов борьбы с ней, а Костеловская М.М. определяла руководство Центрального совета СВБ как "густопсовых попов".
И хотя в программной статье «Приспособленчество религии и наши задачи», опубликованной в руководящем журнале «Красная печать» (1927. № 16), Костеловская М.М. вынуждена признать, что в борьбе с религией ведущую роль играет публицистика, которая  должна быть талантливой, «не скучной», «ибо она рассчитана на самые широкие массы», в целом  московское отделение СВБ демонстрировало более нетерпимое отношение к вопросам веры, а Центральный  совет  СВБ  более  умеренный  подход.
После 1929 года дискуссия закончилась победой Ярославского Е.М. и его линии, а  журнал «Безбожник у станка» был объединен с журналом «Безбожник» под эгидой последнего.
Делегат 8-го съезда РКП(б), 11-го съезда РКП(б), 
17-го съезда ВКП(б).
Награждена орденом Трудового Красного Знамени.
С 1946 персональная пенсионерка.